# HMS Sensible
La Sensible fou una fragata de la classe Magiciene de l'Armada Francesa. El 1798 fou capturada per la Royal Navy i hi passà al servei actiu com a HMS Sensible fins al 1802, any en què quedà destrossada en intentar desembarcar a Ceilan.

## Servei a l'Armada Francesa
El novembre del 1789 inicià el seu servei a Martinica sota el comandament del capità Durand de Braye. El setembre de 1790, portà com a passatgers a Joséphine de Beauharnais i la seva filla, na Hortense de Martinica fins a Toló.
El 1792 participà en l'operació de Sardenya. El 1793 se li afegeix equipament per transformar-la en un vaixell bombarder.
El 9 de desembre del 1795, formant part aquell moment amb la Sardine de l'esquadra de Gantaume, capturen un vaixell de 28 canons (l'HMS Nemesis) vora el port neutral d'Esmirna. Els vaixells francesos entraren dins el port, tot ignorant la seva neutralitat i demanaren la rendició del vaixell. Murray Maxwell, que esdevindria un famós capità britànic, fou fet presoner en aquell moment amb el grau d'alferes.
La Sensible fou posteriorment armé en flûte (equipat per una travessa provisional, eliminant gran part dels canons per deixar espai per queviures, tropes...) fent les funcions de transport pel Mediterrani. És en el decurs d'aquests moviments quan el 27 de juny del 1798, fou capturada per l'HMS Seahorse un vaixell britànic de 38 canons. Així doncs, fou afegida a la flota Britànica amb el nom d'HMS Sensible.

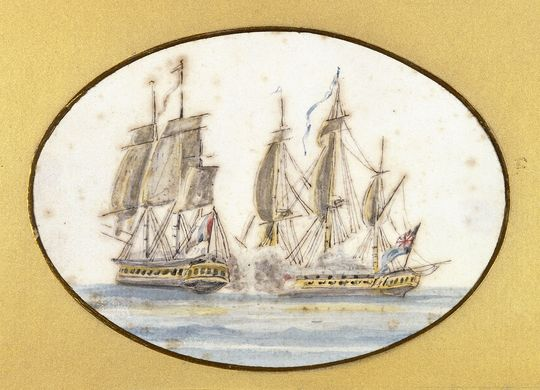
Rendició de La Sensible el 27 juny del 1798 a mans de la fragata Sea Horse.

## Servei a la Royal Navi i baixa
El 14 de maig del 1801 l'HMS Sensible desembarca tropes a la badia de Kosseir. El 2 de març de 1802, després de salpar de Ceilan sota el comandament del capità Robert Sauce, s'encalla en un sorramoll. La tripulació aconsegueix salvar la vida, però el vaixell queda totalment irrecuperable.